# Alessandro Volta
Alessandro Giuseppe Antonio Anastasio Volta (Como, 18 de febrero de 1745-ib., 5 de marzo de 1827) fue un químico y físico italiano, famoso principalmente por el descubrimiento del metano en 1776 y la invención y desarrollo de la pila eléctrica en 1799. La unidad de fuerza electromotriz del Sistema Internacional de Unidades ha llevado el nombre de voltio en su honor desde 1881.
Volta también despertó la admiración de Napoleón Bonaparte por su invento, y fue invitado al Instituto de Francia para demostrar su invento a los miembros del instituto. A lo largo de su vida, Volta gozó de cierta cercanía con el emperador, quien le confirió numerosos honores.
Volta ocupó la cátedra de física experimental en la Universidad de Pavía durante casi 40 años y fue ampliamente idolatrado por sus estudiantes. A pesar de su éxito profesional, Volta se inclinaba por la vida doméstica y esto se hizo más evidente en sus últimos años, cuando tendía a vivir apartado de la vida pública y más por el bien de su familia. Murió en 1827 a causa de una serie de enfermedades que comenzaron en 1823.

## Biografía
Alessandro Volta, o conde Alessandro Giuseppe Antonio Anastasio Volta, físico y pionero en los estudios de la electricidad, nació en Lombardía, Italia, el 18 de febrero de 1745, en el seno de una familia de nobles en Como, Italia. Fue hijo de una madre noble y de un padre de la alta burguesía. A sus siete años falleció su padre y la familia tuvo que hacerse cargo de su educación. Desde muy temprano se interesó en la física y a pesar del deseo de su familia de que estudiara una carrera jurídica, él se las ingenió para estudiar ciencias. Su educación básica y media fueron de humanidades, pero al llegar a la enseñanza superior, optó por una formación científica.
En 1774 fue nombrado profesor de física de la Escuela Real de Como. Un año después, Volta realizó su primer invento, un aparato relacionado con la electricidad. Con tres discos metálicos separados por un conductor húmedo, pero unidos con un circuito exterior. De esta forma logra por primera vez, producir corriente eléctrica continua, inventando el electróforo perpetuo, un dispositivo que una vez que se encuentra cargado, puede transferir electricidad a otros objetos, y que genera electricidad estática. Entre 1776 y 1778, se dedicó a la química, descubriendo y aislando el gas de metano. 
En 1779, se convirtió en profesor de física experimental en la Universidad de Pavía, cátedra que ocupó durante casi 40 años. Las conferencias de Volta estaban tan llenas de estudiantes que el posterior emperador José II ordenó la construcción (basada en un proyecto de Leopold Pollack) de un nuevo "teatro físico", hoy el "Aula Volta". Además, el emperador otorgó a Volta una financiación sustancial para equipar el gabinete de física con instrumentos, adquiridos por Volta en Inglaterra y Francia. En el Museo de Historia de la Universidad de Pavia hay 150 de ellos, utilizados por Alessandro Volta.
En 1780, un amigo de Volta, Luigi Galvani, observó que el contacto de dos metales diferentes con el músculo de una rana originaba la contracción del músculo, cosa que achacó a la aparición de una corriente eléctrica. En 1794, a Volta le interesó la idea y comenzó a experimentar únicamente con metales, y llegó a la conclusión de que el tejido muscular animal no era necesario para producir corriente eléctrica.
Este hallazgo suscitó una fuerte controversia entre los partidarios de la electricidad animal y los defensores de la electricidad metálica, pero la demostración realizada en 1800 del funcionamiento de la primera pila eléctrica, certificó la victoria del bando favorable a las tesis de Volta.

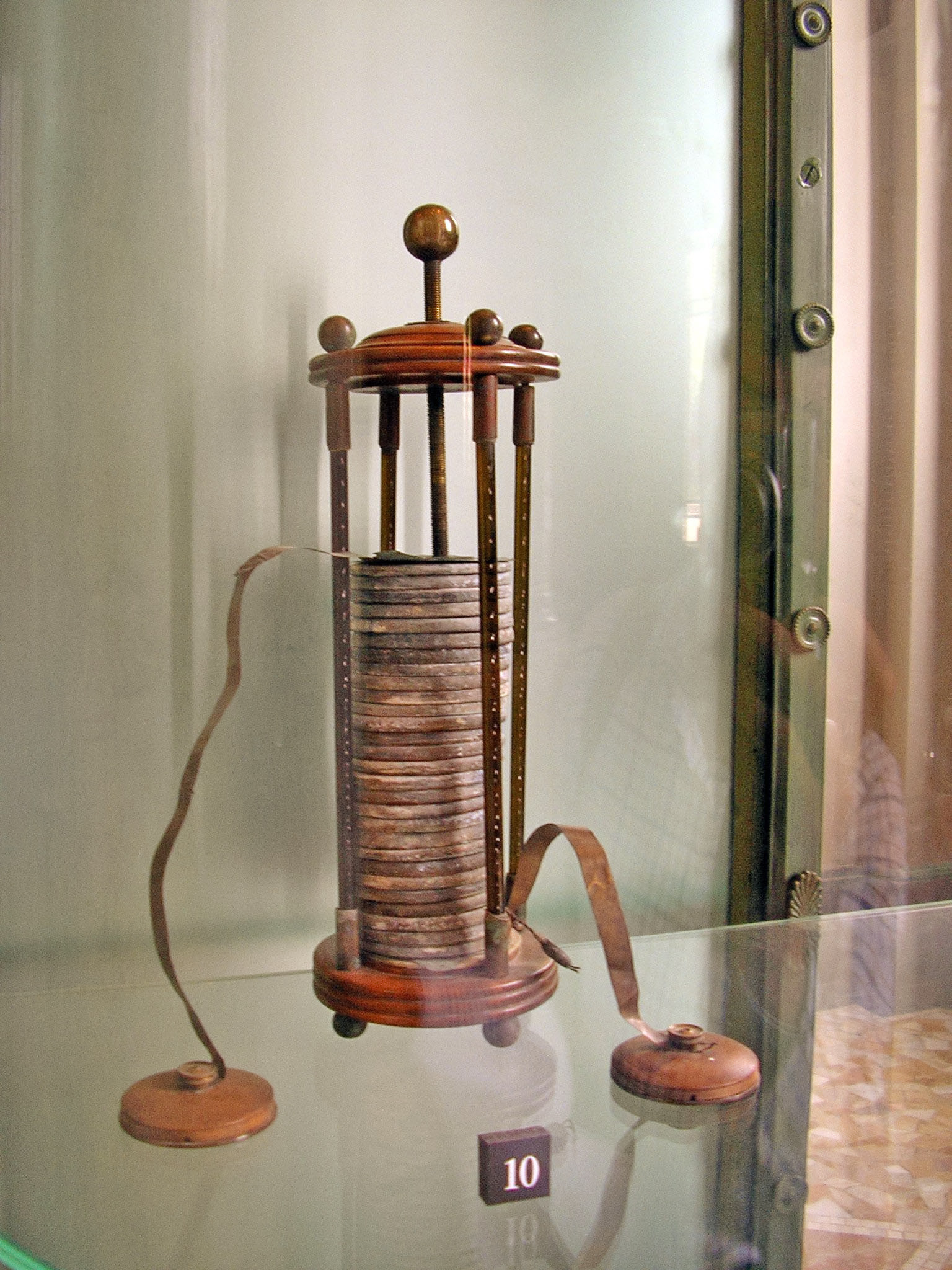
La batería eléctrica de Volta.

El 20 de marzo de 1800, Alessandro Volta, escribió a Joseph Banks, el entonces presidente de la Royal Society, para anunciarle el descubrimiento de «una pila eléctrica». Esta carta fue leída ante la Royal Society el 26 de junio de 1800, y tras varias reproducciones del invento efectuadas por los miembros de la sociedad, se confirmó el invento y se le otorgó el crédito de este.
En septiembre de 1802, Volta viajó a París aceptando una invitación de Napoleón Bonaparte, para exponer las características de su invento en el Instituto de Francia. El propio Bonaparte participó con entusiasmo en las charlas de Volta. El 2 de noviembre del mismo año, la comisión de científicos distinguidos por la Academia de las Ciencias del Instituto de Francia encargados de evaluar el invento de Volta emitió el informe correspondiente asegurando su validez. Impresionado con la batería de Volta, el emperador lo nombró conde y senador del reino de Lombardía, y le otorgó la más alta distinción de la institución, la medalla de oro al mérito científico. El emperador de Austria, por su parte, lo designó director de la facultad de filosofía de la Universidad de Pavia en 1815. Sus trabajos fueron publicados en cinco volúmenes en 1816, en Florencia.
Los últimos años de vida de Volta, los pasó en su hacienda en Camnago, cerca de Como, donde falleció el 5 de marzo de 1827.

## Volta y Galvani

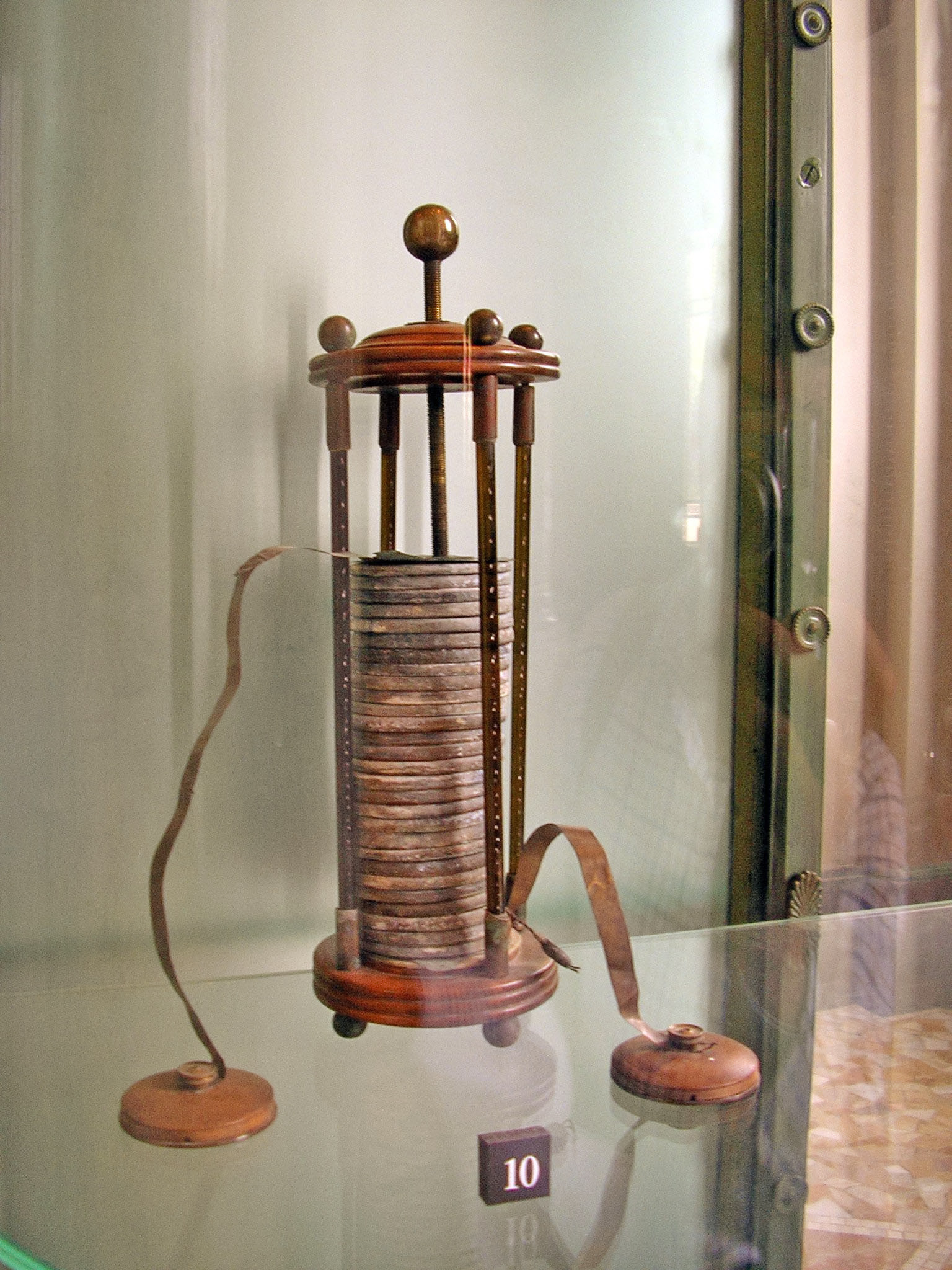
Batería Volta, en el museo Tempio Voltiano, Como

Luigi Galvani, físico italiano, descubrió algo que denominó "electricidad animal" al conectar en serie dos metales diferentes con la pata de una rana y entre sí. Volta se dio cuenta de que la pata de rana servía a la vez de conductor de electricidad (lo que hoy llamaríamos un electrolito) y de detector de electricidad. También comprendió que las ancas de la rana eran irrelevantes para la corriente eléctrica, que era causada por los dos metales diferentes. Sustituyó la pata de la rana por papel empapado en salmuera y detectó el flujo de electricidad por otros medios que le eran familiares de sus estudios anteriores.
Así descubrió la  serie electroquímica y la ley según la cual la fuerza electromotriz (fem) de una celda galvánica, formada por un par de electrodos metálicos separados por un electrolito, es la diferencia entre sus dos potenciales de electrodo (así, dos electrodos idénticos y un electrolito común dan una fem neta nula). Esto puede denominarse la Ley de Volta de la serie electroquímica.

## Pila primitiva

Una pila voltaica

Al anunciar su descubrimiento de la pila voltaica, Volta rindió homenaje a las influencias de William Nicholson, Tiberius Cavallo y Abraham Bennet.
En 1800, como resultado de un desacuerdo profesional sobre la respuesta galvánica defendida por Galvani, Volta inventó la pila voltaica, una de las primeras pilas eléctricas, que producía una corriente eléctrica constante. Volta había determinado que el par de metales disímiles más eficaz para producir electricidad era el zinc y el cobre. Inicialmente experimentó con pilas individuales en serie, siendo cada pila una copa de vino llena de salmuera en la que se sumergían los dos electrodos disímiles. La pila voltaica sustituyó las copas por cartón empapado en salmuera.
La pila fabricada por Volta se considera una de las primeras pilas electroquímicas. Consta de dos electrodos: uno de zinc y otro de cobre. El electrolito es ácido sulfúrico mezclado con agua o una forma de salmuera salada. El electrolito existe en forma 2 H+
 y SO2−
4. El zinc metálico, que se encuentra más arriba en la electroquímica que el cobre y el hidrógeno, se oxida a cationes de zinc (Zn2+) y crea electrones que se mueven al electrodo de cobre. Los iones de hidrógeno cargados positivamente (protones) capturan electrones del electrodo de cobre, formando burbujas de gas hidrógeno, H2. Esto hace que la varilla de zinc sea el electrodo negativo y la de cobre el positivo.
Por lo tanto, hay dos terminales, y una corriente eléctrica fluirá si están conectados. Las reacciones químicas de esta pila voltaica son las siguientes:
Zinc:
Zn → Zn2+ + 2e−

Sulfuric acid:
2H+
 + 2e−
  →  H
2
El cobre metálico no reacciona, sino que funciona como catalizador para la formación de hidrógeno-gas y como electrodo para la corriente eléctrica. El anión sulfato (SO2−
4) tampoco experimenta ninguna reacción química, sino que migra hacia el ánodo de zinc para compensar la carga de los cationes de zinc que allí se forman.
Sin embargo, esta célula también tiene algunas desventajas. No es segura de manejar, ya que el ácido sulfúrico, aunque esté diluido, puede ser peligroso. Además, la potencia de la célula disminuye con el tiempo porque el gas hidrógeno no se libera. En su lugar, se acumula en la superficie del electrodo de cobre y forma una barrera entre el metal y la solución electrolítica.

## Últimos años y jubilación

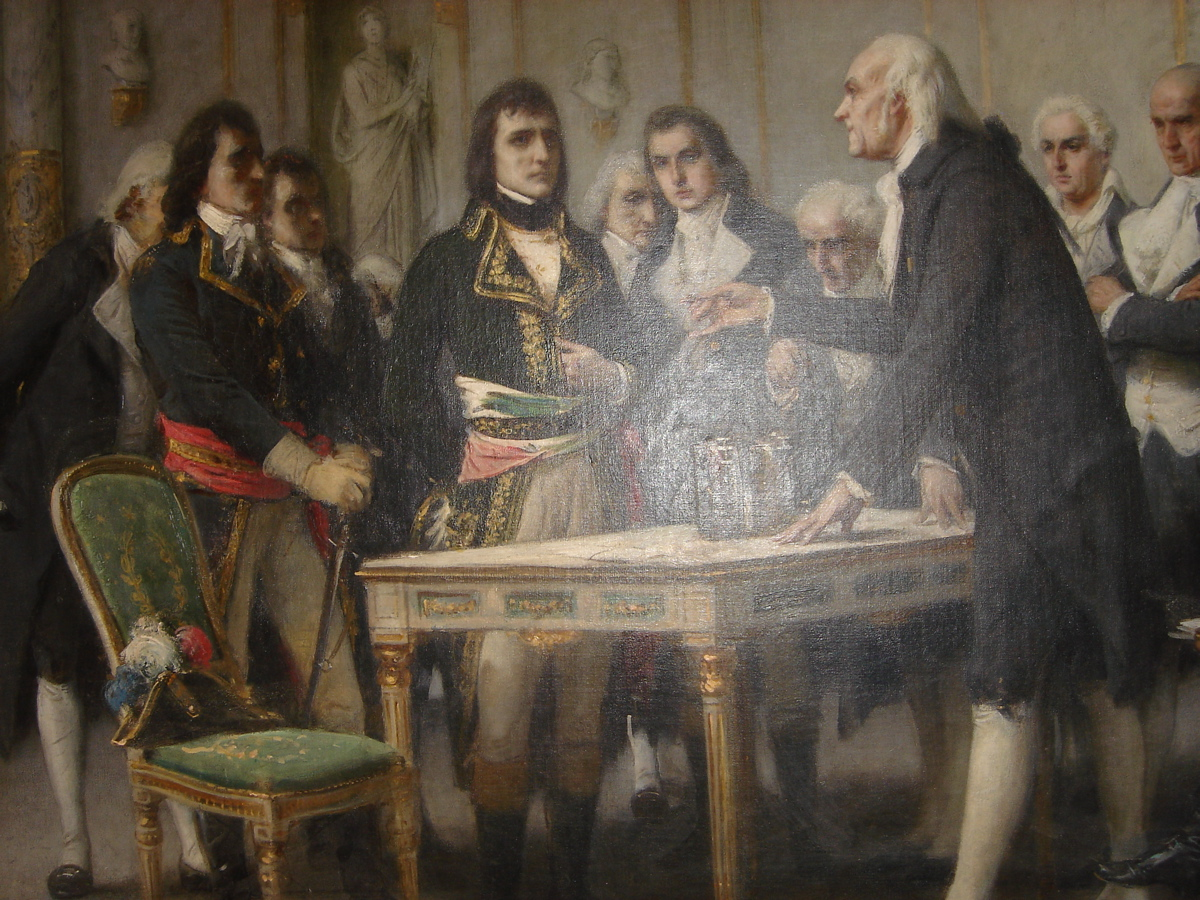
Volta explica el principio de la "columna eléctrica" a Napoleón en 1801.

En 1809, Volta se convirtió en miembro asociado de la Real Instituto de los Países Bajos. En honor a su obra, Volta fue nombrado conde por Napoleón Bonaparte en 1810.
Volta se retiró en 1819 a su finca de Camnago, una frazione de Como, Italia, ahora llamada "Camnago Volta" en su honor. Murió allí el 5 de marzo de 1827, justo después de cumplir 82 años. Los restos de Volta fueron enterrados en Camnago Volta.

## Creencias religiosas
Volta fue educado como católico y durante toda su vida siguió manteniendo su creencia.
 Debido a que no fue ordenado clérigo como esperaba su familia, a veces se le acusó de ser irreligioso y algunas personas han especulado sobre su posible incredulidad, subrayando que "no se unió a la Iglesia", o que prácticamente "ignoró la llamada de la Iglesia". No obstante, despejó dudas en una declaración de fe en la que decía:
.

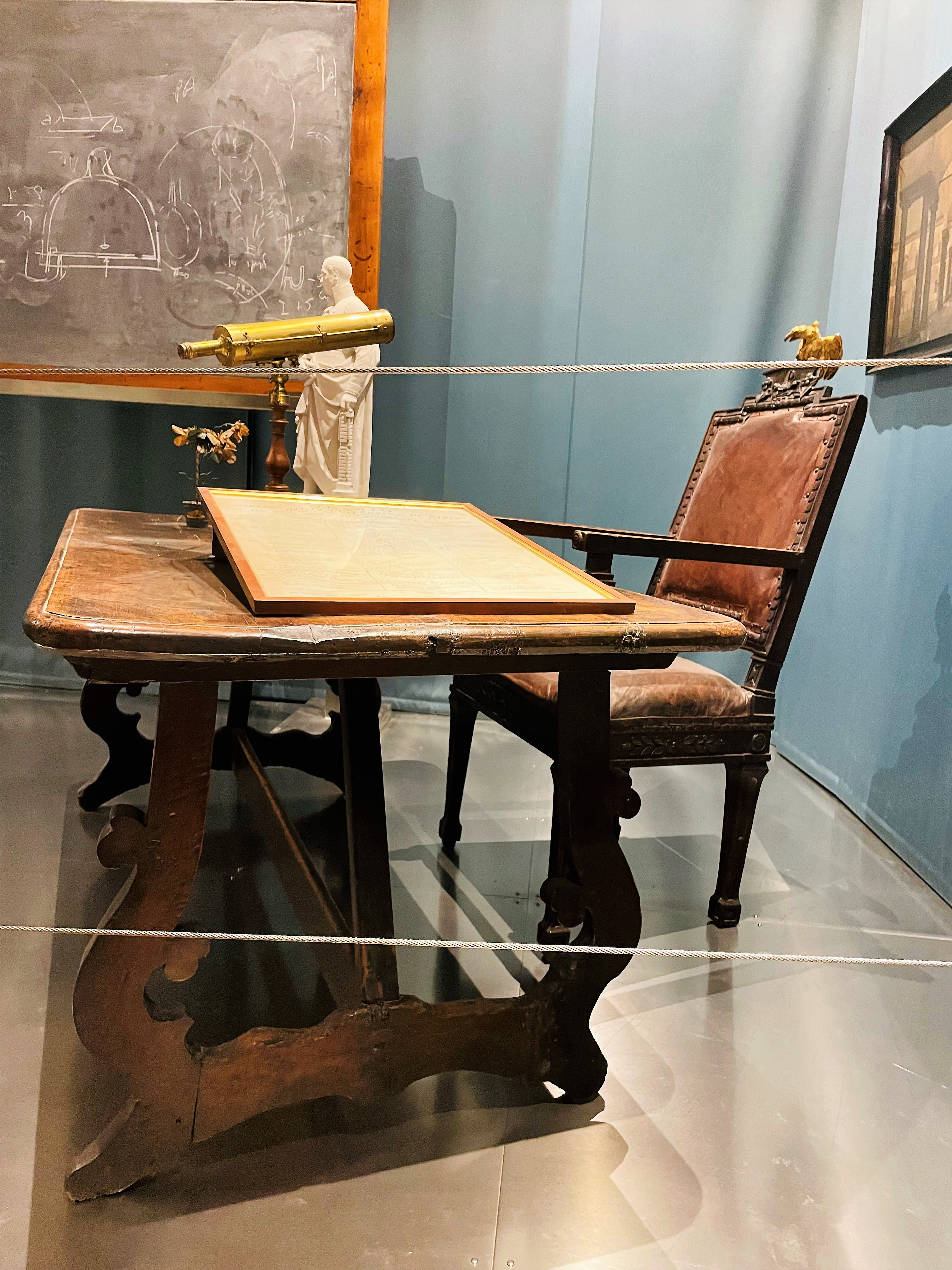
La cátedra y la pizarra de Alessandro Volta, Museo de Historia Universitaria de la Universidad de Pavía

No comprendo cómo alguien puede dudar de la sinceridad y constancia de mi adhesión a la religión que profeso, la religión romana, católica y apostólica en la que nací y crecí, y de la que siempre he hecho confesión, externa e internamente. He fallado, ciertamente, y con demasiada frecuencia, en la realización de esas buenas obras que son la marca de un cristiano católico, y he sido culpable de muchos pecados: pero por la misericordia especial de Dios nunca, que yo sepa, he vacilado en mi fe.... En esta fe reconozco un puro don de Dios, una gracia sobrenatural; pero no he descuidado los medios humanos que confirman la creencia y derriban las dudas que a veces surgen. Estudié atentamente los fundamentos y las bases de la religión, las obras de los apologistas y de los asaltantes, las razones en pro y en contra, y puedo decir que el resultado de tal estudio es revestir a la religión de tal grado de probabilidad, aun para la razón meramente natural, que todo espíritu no pervertido por el pecado y la pasión, todo espíritu naturalmente noble debe amarla y aceptarla. Que esta confesión que se me ha pedido y que de buen grado doy, escrita y suscrita de mi puño y letra, con autoridad para mostrarla a quien queráis, pues no me avergüenzo del Evangelio, produzca algún buen fruto!.

## Obra

Universidad de Pavía, el aula construida por el emperador José II en 1787 para las lecciones de Alessandro Volta

- F. Massardi (ed.) Alessandro Volta. Epistolario, 5 vols. Bolonia, Zanichelli, 1949-1955

- Alessandro Volta. Le Opere, Mailand, 7 vols. Hoepli, 1918 (reimpreso Johnson, New York 1968)

- Aloisius Galvani. Abhandlung über die Kräfte der Electricität bei der Muskelbewegung (Comm. Bonon. Sc. et Art. Inst. et Acad. T. 7; 1791, título orig. De viribus electricitatis in motu musculari commentarius), ed. A.J. von Oettingen, 2.ª ed. Repr. der Ausg. Leipzig, Engelmann, 1894 y 1900. Deutsch, Thun / Frankfurt am Main 1996, ISBN 3-8171-3052-X (contiene a: Alessandro Volta. Untersuchungen über den Galvanismus (1796 - 1800), antes de: Ostwalds Klassiker der exakten Wissenschaften ; vol. 52 y 118)

## Honores

### Eponimia
- 1964: la UAI decidió en su honor llamar Volta a un astroblema lunar[27]
- El asteroide (8208) Volta también lleva este nombre en su memoria.[28]
- Voltaíta, mineral nombrado en su honor.

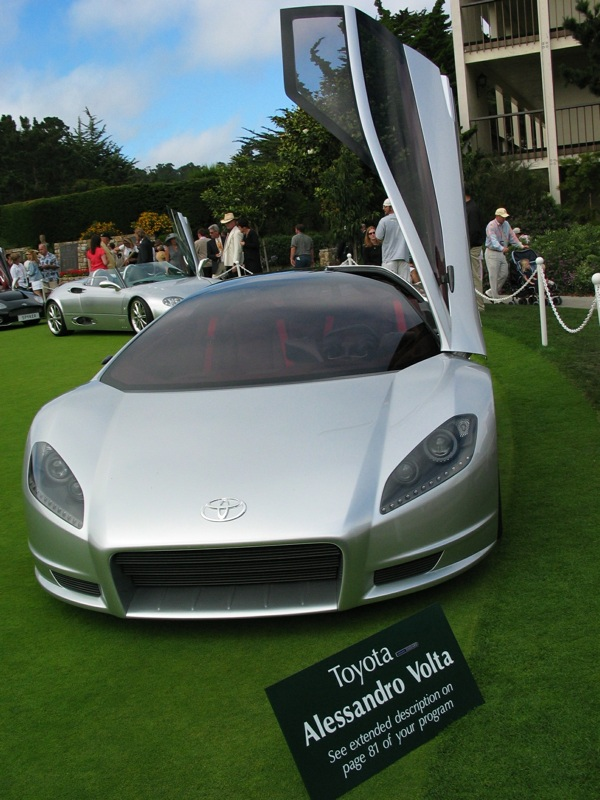
El prototipo de Toyota Alessandro Volta

- Voltio unidad de medida del Sistema Internacional para el potencial eléctrico, la fuerza electromotriz y la tensión eléctrica, nombrada así en su honor. La Tensión eléctrica es conocida popularmente con el nombre de voltaje.
- Toyota bautizó como Alessandro Volta al prototipo presentado en 2004 en el Salón del Automóvil de Ginebra